# Tăcerea mieilor (film)
Tăcerea mieilor este un film thriller american din 1991, care a fost premiat de cinci ori cu Oscar. Filmul este regizat de Jonathan Demme și este bazat pe romanul cu același titlu de scriitorul american Thomas Harris. Pelicula este de fapt a doua ecranizare a romanului, în care personajul principal este ucigașul psihopat dr. Hannibal Lecter. Tăcerea mieilor continuă acțiunea filmului Manhunter din 1986.

## Acțiunea filmului
O tânără agentă practicantă FBI, Clarice Starling este însărcinată cu investigarea unui caz criminalistic deosebit de dificil, „Buffalo Bill“ un ucigaș viclean care produce o serie de crime, ultima ostatică a lui fiind fiica unui senator american. Victimele criminalului căutat sunt femei, de pe care el, din motive necunoscute, desprinde bucăți de piele. Deoarece în investigațiile ei, agenta nu face nici un progres, va recurge la o tactică neobișnuită. La rezolvarea cazului va căuta să folosească cunoștințele lui Hannibal Lecter, un criminal periculos care își devora victimele. Criminalul psihopat Hanibal, care este de profesie psihiatru, poate să se transpună în situația ucigașului urmărit și să prevadă acțiunile lui în viitor.
Clarice îl vizitează pe Hanibal în închisoare, psihopatul se arată cooperant, singura lui condiție este ca tânăra agentă să-i dezvăluie, de fiecare dată, ceva din viața ei privată. În decursul investigației, psihopatul descoperă faptul că agenta Clarice suferă din cauza unei traume psihice. Pe când era copil, Clarice a rămas orfană de tată, care a murit într-o acțiune în calitatea sa de polițist. Ea a fugit de la casa unde era crescută de un unchi, cauza fiind abatorul unde se tăiau miei, pe care ea nu-i poate salva, acestea erau zgomotele neexplicabile pe care le aude ea în fiecare seară înainte de culcare. În decursul investigației, Lecter arată o simpatie față de agenta ambițioasă, Clarice. Psihopatul elimină în mod sângeros doi polițiști care-l subapreciază pe criminal și reușește să evadeze după ce în prealabil a ajutat agenta de a elucida cazul „Buffalo Bill“.
Între protagonștii din acțiune are loc un duel verbal, de un nivel psihologic ridicat. Un indiciu important în rezolvarea cazului este larva unui fluture tropical care este găsită în gâtlejul victimei, sau faptul că victimele sunt numai femei corpolente. Din pielea victimelor ucigașul vrea să-și confecționeze o haină proprie. În cele din urmă Clarice îl va descoperi și împușca pe ucigaș, după care va fi chemată la telefon de Hanibal, care a evadat, pentru a-i spune Claricei că nu intentioneaza sa o viziteze deoarece lumea este mai interesanta cu ea in viata. Ironic, ii comunica acesteia faptul ca trebuie sa incheie convorbirea, pentru ca are un prieten vechi la cina.

## Distribuție
- Jodie Foster: Clarice Starling
- Anthony Hopkins: Dr. Hannibal Lecter
- Scott Glenn: Jack Crawford
- Anthony Heald: Dr. Frederick Chilton
- Ted Levine: Jame Gumb / „Buffalo Bill“
- Frankie Faison: Barney Matthews
- Kasi Lemmons: Ardelia Mapp
- Brooke Smith: Catherine Martin
- Tracey Walter: Lamar
- Obba Babatundé: moderator Tv
- Diane Baker: Senator Ruth Martin
- Roger Corman: FBI-Direktor Hayden Burke
- Ron Vawter: Paul Krendler
- Charles Napier: Leutnant Boyle
- Alex Coleman: Sgt. Jim Pembry
- Chris Isaak: SWAT-Einsatzleiter
- Daniel von Bargen: SWAT-Mitglied
- George A. Romero: FBI-Agent in Memphis

## Primire
Filmul a fost clasificat pe locul 7 în topul 100 Scariest Movie Moments realizat de Bravo.